# ワールド・デストラクション
『ワールド・デストラクション』（World Destruction、略称：WD）は、セガ原作のニンテンドーDS用ゲームソフト。およびその漫画、テレビアニメ化作品。

## 概要
2008年4月25日にエンターブレインのゲーム雑誌『ファミ通』No.1013にて初公開された。2008年7月7日にテレビアニメ版『ワールド・デストラクション 世界撲滅の六人』（ワールド・デストラクション せかいぼくめつのろくにん）、7月26日に漫画版『ワールド・デストラクション ふたりの天使』（ワールド・デストラクション ふたりのてんし）が先行開始され、その後9月25日に原作ゲーム版『ワールド・デストラクション 導かれし意思』（ワールド・デストラクション みちびかれしいし）が発売。
また、7月3日よりアニメイトTVよりインターネットラジオ『ワールド・デストラクション 世界放送委員会』（ワールド・デストラクション せかいほうそういいんかい）が配信されている。
北米ではSands of Destructionという題名で2010年1月12日に発売。

## ストーリー
世界の多くが砂海に飲み込まれ、獣人が人間を虐げる世界。
今ある世界を破滅させようとする「世界撲滅委員会」のメンバーの1人・モルテ・アーシェラは、世界を一瞬で破滅させる球体「デストラクトコード」により、世界を正そうとしていた。獣人を中心とした「世界救済委員会」は世界滅亡を阻止しようと、次々と追っ手を差し向けていた。
モルテの騒動に巻き込まれた心やさしき青年キリエ・イルニスは、「デストラクトコード」を起動できる能力をもっていた。モルテはその力を利用して、世界滅亡を実現させるため、キリエに世界の現状を見せつけようとする。
ゲーム版では、ある日キリエ・イルニスが住む村バルニにキリエが「世界撲滅委員会」に入った。というビラが大量に舞い降りてきた。村を出たことがない世間知らずのキリエが、運命と意思が交じり合い出逢うモルテ・アーシェラ達と世界を旅をして成長する。

## 登場人物
担当声優はゲーム版 / TVアニメ版の順。

### 主要人物
プロフィールはゲーム版説明書より。
キリエ・イルニス
声 - 宮野真守
種族：人間 性別：男 年齢：17歳 身長：174cm
本編の主人公。気弱そうな顔立ちと、それに見合った腰の低い性格をした青年。料理が得意。自分を助けてくれたモルテと行動を共にする。気が弱く、モルテの目的が世界を滅ぼす事と知りながら協力しているが、ブタ師に殺されそうになった子供を必死になって助けようとするなどの勇気を持っており、一度決めた約束は何があっても最後まで守ろうとする。モルテに好意を抱いている。クマ師の領主館でデストラクトの力が発動したため、ラジフを始めとする獣人に狙われてしまう。デストラクトコードは彼にのみ反応するが、その正体は、クリエイターによってうみだされた世界を撲滅するための生命体デストラクト。ナジャとの闘いで胸部を貫かれて死亡するが、緋陽王により新たなる力を得て復活した。そして仲間たちと共にクリエイターを倒し、戦後はモルテと共に平和に暮らしている。
武器はナイフで戦闘時の台詞も気弱なものばかりだが、終盤に自身の力に目覚めた後は髪が赤く変色し（戦闘時のみ）剣に持ち替え、台詞も力強いものへと変わる。
アニメでは生きていくために獣人のフリをし、獣人達が経営するレストランでバイトしていたがモルテと出会い、そのまま成り行きで世界撲滅委員会の一員となる。モルテが持っていた黒い球体がデストラクトコードということになっていたが、実際のデストラクトコードはキリエ自身であり、黒い球体はデストラクトコードの記憶媒体だった。物語開始以前にモルテの弟レーヴェと出会い、一時期は黄金の獅子に身を置いていた。しかしレーヴェが死亡した際にデストラクトの発動をさせ、その時の爆発に巻き込まれて記憶を失っていた。それ以前は髪は赤色であり、物語終盤に記憶の闇にて記憶を取り戻し、髪の色も赤色に戻った（その際、トッピーに「不良にでもなったのか」と聞かれた）。覚醒後は連れ去られたモルテ達を救う為にワシ師とその配下の兵を全滅させ、モルテの望み通り世界を撲滅しようとする。しかし自身の本当の願いに気付いたモルテの説得によって元に戻り、同時にデストラクトコードの記憶媒体は壊れた。その後はゲーム同様モルテと共に平和に暮らしている。
モルテ・アーシェラ
声 - 坂本真綾
種族：人間（砂族） 性別：女 年齢：16歳 身長：165cm
本編のヒロイン。「撲滅のモルテ」（漫画版では「紅蓮のモルテ」）と呼ばれる。世界撲滅委員会に属する栗色長髪の女性。「なんかね、ビーンときたの。だとしたら、やるしかないでしょ?」と答えるような明るくおおらかなじゃじゃ馬な性格で、よく騒ぎを起こす。また、若干ツンデレ気味で、普段はどんな敵にも突っ込んでいったりと凶暴な面が目立つが、ラジフ達世界救済委員会に捕まったアガンの事を本気で心配する仲間思いのところもある。巨大な刃状の武器を持つ。また、火薬や爆弾も使い、次々と破壊活動を展開している。獣人が人間を虐げる世の中に絶望し、デストラクトコードを起動できるキリエの力を利用し、世界を撲滅しようと考えている（デストラクトコード自体は知らず、「世界を滅ぼせる力」と認識していた）。しかし、キリエが自らの意思で力を発動できないことを知り、世界の現状を見せつけて撲滅する気にさせるために旅に連れ出すが、徐々に彼女の中でキリエの存在が大きくなっていく。色恋沙汰については不得手だが、自身の気持ちに気づくとあとは突っ走る。そしてキリエが蘇った時、世界を撲滅するのではなく新たに創造することを誓った。キリエ復活までの間は後は一時的主人公として行動する。クリエイターを倒した後はキリエと共に平和に暮らしている。
アニメではある程度性格がマイルドであり、自分を利用、攻撃する者に対しても必要以上の危害は加えないが、時に相手の命を顧みない獣人への冷たい態度も見せる。また、レーヴェと言う弟がいた。幼い頃より獣人に虐げられ、両親を失った後はレーヴェと共に暮らしていたが、そのレーヴェが黄金の獅子に参加し、戦死した事が切っ掛けで世界を憎むようになった。同時にレーヴェが世界を滅ぼす「デストラクトコード」を持っていた事を知ったモルテは、彼の遺物である黒い球体こそがデストラクトコードであると信じて世界撲滅に乗り出した（実際のデストラクトコードはレーヴェと行動を共にしていたキリエである）。しかし記憶の迷宮にて家族と邂逅を果たし、自身の本当の願いに気付き、デストラクトコードを止めて世界を存続させる道を選ぶ。
トッピー・トプラン
声 - 古谷徹
種族：チビクマ族 性別：男 年齢：不明 身長：80cm
勇者と名を馳せた、熊のぬいぐるみに似た獣人の男。愛らしい外見と「 - クマ」という語尾に反して、性格と声はかなりシブい（語尾はテキストには表示されない）。勇者ギルドのナンバー1の冒険者。元々はネコ師の下で用心棒をしており、ネコ師による仕事（おつかい）でキリエとモルテの監視を頼まれ、キリエ達と共に行動をしていくうちにキリエについていくことが正しいことと直感し、本当の仲間になる。かなりの武闘派であり、キリエとモルテが快楽船ジフニールを奪いに来た際、キリエを素手で投げ飛ばすほどの腕力を持っている。また頭の回転が速く、ヘビ師による幻影世界の迷宮の秘密に早く気づいた。世間知らずなキリエに世の中を教える。かつての賞金稼ぎの仲間がいた。ある理由で賞金稼ぎ同士の決闘で闘い、勝利して彼は「妹を頼む」という言葉を残して息絶える。それ以降トッピーはマッフィーを守ると決意している。銃をネコ師から貰っていたが、本人は「性に合わない」という理由で返却した。
アニメでは勇者ギルドから派遣された探偵であった。成り行きで世界撲滅委員会の一員と誤認され、後々自らそれを名乗るようになる。ナイフを武器にしているところもあった。正義感が強く友や悪人も見捨てない堅気な一面を持つが、基本的にはゲーム版と似ても似つかない丸い性格をしている。声音も比較的高くてやわらかく、語尾もほぼ毎回付けるので内面も可愛らしくなっている。一番のトラウマもゲーム版では上記の通り深い物であるが、こちらは若い頃にナンパを手酷く断られた程度である。キリエやモルテに振り回されており、コミカルな扱いを受ける事も多く世界撲滅委員会のコメディリリーフとなっていった。アニメの冒頭にて多用され、サブタイトルにも用いられているフレーズ「～には二通りある」が口癖となっている。クマ族とチビクマ族は異なる種族であるため、自分の事をクマとは認めていないが次回予告では寝ぼけて自分をクマと言った事がある。
リ・ア＝ドラグネール
声 - 市川由衣 / 小林ゆう（口寄せ：佐藤正治）
種族：竜族 性別：女 年齢：300歳（人間年齢は15 - 16歳） 身長：158cm
長命な獣人、リュウ族の少女。竜の翼と尾を生やし、頭の角を伸ばして手を巨大化させた戦闘的な姿に変貌する能力を持つ。銃を使って戦う。抑揚のないしゃべり方と幼い少女のような口調で楽しいことが大好きな性格だが、ワニ師が人をベースにした花を見せたことに対しては激怒している。ネコ師に世話をされている。快楽船ジフニールの船上でキリエ達と出会うが、キリエ達と共に行動するようになったのは蒼水王を倒した後。獣人の仲間にはよくあだ名をつける。先見という未来を予知する能力を持っているが、どのように辛い結果であろうとも変えてはいけないという竜族の習わしがあるために本人は嫌っている。また、口寄せという能力もあり、同じ竜族の骨を前にして「Sapiens nihil opinatur」の呪文を唱え、リ・ア自身の体に化石の対象を呼び出して話をすることができ、デストラクト（キリエ）のことを知りたいキリエ達にデストラクトの真実を伝えた。クリエイターとの戦後は世界を自由に暮らしている。
アニメでは大きく設定が変わっている。ゲームでは最初からキリエ達の協力者だが、アニメでは世界撲滅委員会の存在とデストラクトコードの情報を知り、故郷である竜の谷が砂化される事を防ぐために救済委員会へと加入。ワシ師の命によりナジャと共に行動をして世界撲滅委員会と敵対していた。ナジャ共々、一時的に協力することこそあれど最後まで世界撲滅委員会に加入する事は無い。また、性格も異なり、普段は上品に振る舞っているが、些細な事でも銃を抜くか変身して攻撃しようとするほど血の気が多い。そのため、普段は彼女が暴走せぬようにナジャがストッパー役をしているが、彼の制止が無いと所かまわず暴れまわる。一方で自分がおしとやかであると思っており、その振舞いから実年齢よりも齢が上に見える（と思っている）事を気にしているという女性らしい一面もあるが、モルテからは小娘呼ばわりされている。ゲーム版とは異なり、先見や口寄せと言った能力は無く、世界の真実も知らない。それ故か竜族である事に誇りを感じており、竜の谷を穢されれば激怒する。本人は長らく忘れていたが、300年ほど前にキリエと出会っており、その時彼に惹かれた影響からか現代でもキリエに助けられた際に一度惚れている。世界救済委員会が壊滅した戦後もナジャと一緒に行動し、人と獣人が共存する開拓途中の村に居付いている。
ナジャ・グレフ
声 - 水嶋ヒロ / 小野大輔
種族：銀狼と人間のハーフ 性別：男 年齢：17歳 身長：183cm
狼の獣人（父）と人間（母）のハーフで、怜悧な外観をした青年。紳士的で暴力はあまり好まないため、ラジフには反対的。頭脳的な作戦を立てることが多いが、融通の利かないところがあり、自分の考えを常に正しいと信じてしまうところがある。必要に応じて身体の一部を銀狼族の獣人の物へと変化させる事が出来、必殺技を使う場合には完全な獣人の姿へと変身する。半獣人であるため、人間と獣人の双方から差別的な扱いを受けていた。特に、母方の祖父母はナジャが生まれる前後から絶縁していたと思われる。世界救済委員会の一員として、デストラクトコードを持つモルテ達を追っていた。ワシ師の自分のことしか考えない態度に対して反旗する。その後、竜の谷オーゲンでキリエ達がリ・アの先祖からデストラクトの真実を聞くところを終始見ており、キリエ達と交戦しキリエが自ら殺されることを望み、キリエを殺害する。だが、キリエが死ぬことを望み自らから自分に殺されたことに驚いており、リ・アに説得され、どうすれば世界を救えるかという答えを見つけるためにキリエを蘇生させる旅の時から一行に入る。一行の中では貴重な常識人にしてツッコミ役担当。当初はリ・アにわんわんと呼ばれ、彼が今のままでいれば（恐らく常に自分が正しいと信じるところ）悪い結果を齎すと警告された。過去に「世界を守る男になる」という約束を母親としている。その母親が村人から石を投げられる自分をかばってそれがトラウマになったため、人と獣人が仲良くする世界を創ることを誓った。クリエイターとの戦後は自らの手で新しい世界救済委員会を創造し、多人数の部下を率いている模様。
アニメではリ・ア程ではないにしろ性格や生い立ちがゲーム版と異なり、リ・アと共に行動をする。皮肉屋ではあるが柔軟な考え方をしており、事を穏便かつ効率的に済ませようとする。かなり我慢強いため、暴力的でせっかちなリ・アとはそりが合わないが、お互いに相棒として大切に想っている。頭の回転もツキも良く、ギャンブルに強い。半獣人である事を気にしている、或いはそこから差別されている伏しはあまりなく、カラクリ以外の相手には基本的には普通の獣人と同じ扱いをされている。銀狼へと変身する事もない。世界救済委員会へと加入した理由も全く異なり、優れた才覚を持つ自身が成り上がる組織としては実力主義である救済委員会が最適だと判断したためである。世界撲滅委員会の行動を顧みて彼らの目的に疑問を感じ始め、組織より己が利益を優先したワニ師からリ・アと共にキリエを庇う。戦後もリ・アと一緒に行動しており、その頭脳を活かした役割に就いて村の開拓に助力している。
ゲーム版のOPではリ・アの側近のような立ち位置であるが、よろめいた彼女が立ち上がるための支えとして顔面を殴られる等、ぞんざいに扱われている。性格もやや異なり、軽快な動きでリ・アにアプローチしている。
アガン・マードル
声 - 吉野裕行
種族：人間（砂族） 性別：男 年齢：18歳 身長：178cm
緑の服と帽子を着込んだ青年。モルテとは同じ砂族出身で幼馴染。黄金の獅子の副リーダーだが、普段は金さえ払えば何でも誰でも運ぶ、運び屋を営んでいる。サンドシップ、サンドバギーの操縦の腕は抜群。面倒見がよく心根はまっすぐだが、青臭い自分を見せたくなく、不真面目そうに見える言動は本音半分カモフラージュ半分。人を裏切る人間や人を助ける獣人のことなどを知ってからは黄金の獅子を脱退し、トッピーの直感的な行動を見習いキリエ達と共に行動することを誓った。当初は撲滅委員会に入ることを強く拒否していたが、後に撲滅委員会のリーダー（ワニ師）からの「アガン撲滅委員会入り」のビラを見て、それを受け入れる形で撲滅委員会に入った（本人はまだ入っていないと自称する）。6人の中では兄貴分のような存在で、モルテの過去を知る唯一の人物。武器はムチ。少年時代、獣人の親友がいてキャラバンの移動の日に互いに再会を誓い、宝物を交換し合ったのだが、再会の日に人間を見下す獣人となってしまい他人関係同然となってしまった。だが、故郷のキャラバンではサイのような姿をした友達の獣人が多数いる。クリエイターとの戦後はキャラバンで暮らしている獣人を率いて船で行動している。
アニメでは黄金の獅子には加入しておらず、あくまで運び屋として活動している。とても現金な性格。キリエ達に同行こそしなかったが、行く先々で彼等と出会い、関わる事になる。かつてモルテの弟レーヴェから「心配をかけてごめんなさい。でもきっと無事に戻るから、世界を変えてみせるからそれまで待ってて欲しい」という言葉をモルテに運ぶように頼まれていたが、肝心の届け先を聞く前にレーヴェが死亡してしまった為、本人は「唯一届けられなかった仕事」として記憶していた。

### 世界救済委員会
ラジフ
声 - 神奈延年
獣貴のオオカミ師の一人息子。性格は残忍で凶悪であり、世界撲滅委員会の疑いがあったキリエをためらいなく殴りつけたり、アガンを捕らえた際監禁して拷問したりする。ナジャからは良く思われていなかった。キリエたちとの3度目の戦いの際敗れる、そして死にかけながらも抵抗したためアガンを拷問されて激怒したモルテに止めを刺され死亡。なお、主要キャラではあるもののアニメには登場しない。
漫画版ではキリエ達撲滅委員会を襲撃するも、キリエのデストラクトによって右腕を失うなどの重傷を負っている。再登場した際、赤い髪の破壊天使を倒すために死を承知の上で己とその部下を攻撃の的にさせ、敵の攻撃により散る。ナジャを見下し高圧的な態度をとっているが、実力は認めているふしがある。

#### 潜砂艦艦長
声 - 宮沢正
アニメ版のみ登場。砂海の中を自在に潜航、浮上出来る希少な潜砂艦の艦長を務めている。好戦的な性格をしており、世界撲滅委員会の船やアガンの輸送船へ警告も無しに魚雷を撃ち込んでいる。手柄を独り占めする事に拘っており、ナジャの警告も無視して黄金の獅子の策略にかかった事で潜砂艦を爆破される。その後の消息は不明。

### 獣貴十二師
それぞれの獣人族の長。四獣聖を守る役割を持っていた。世界撲滅委員会によりネコ師以外は全滅した。アニメでは一部名前や役割が異なっていたり、生き残る獣貴もいる（ネコ師は死亡する）。
ブタ師
声 - 塩屋浩三
蒼の都を治めるブタの獣貴。人を食う獣人らしく、ぶつかってきた子供を食べようとした。その現場を見たキリエたち3人により、敗れ死亡。変身後は腹に大きな口が存在して、激辛唐辛子を食べて腹から炎を放出して攻撃したり、腹の口から息を吐いたりすることも可能。
漫画版ではモルテによって襲われて、胴体を真っ二つにされた。
カエル師
声 - 高戸靖広 / 草尾毅
百貨庭園の主でカエルの獣貴。美しいものを好むナルシスト。世界で最も美しい花を作ることだけに没頭しているためか、人間の肉や血を使って植物を造るとても残忍な性格である。子供たち3人を生贄にしようとしたがキリエ達と戦い敗れ、死亡する。変身後は舌が二本あり、鼻部や背部から角のようなものが隆起している。
アニメでは容姿も声優も変わっており、また悪人ではなくなっている。縁起が悪いとして、悪い噂が流れている一本を除き領地内の桜を残らず伐採するも、キリエ達の逃走劇の最中に石橋の上で桜の枝を踏みつけてしまい、その直後に石橋が崩壊して川に転落。溺れることこそなかったものの、自分の身体で祟りを実証してしまった。
ゾウ師
声 - 青野武
ゾウの獣貴。メオーヌ慈善病院では院長の立場にある。リ・アからはパオパオと呼ばれる。獣貴であるが、病人は誰でも放って置けなくキリエ達を世界撲滅委員会だと知りながらもヘビ師の呪いからモルテを救った。それ以降キリエ達とは友人のような存在となっていたのだが、キリエ消滅後、ワニ師からキリエの復活の話を聞き、自分の意思でモルテ達をとめようと戦いを挑むが敗れた。その後世界の事を想いながら息を引き取った。変身後は腹が象のようなケンタウロス状の体になる。
アニメでは元は「砂漠の殺戮王」と呼ばれていた凶悪な獣人であり、その罪を償うためにメオーヌ慈善病院の院長として獣人や人間の命を救うために生きている。キリエ達と和解し、戦後は子供たちとともに平和に暮らしている。
ワニ師
声 - 田中亮一
ワニの獣貴。魔道員の院長にして機械兵団のトップ。キリエのデストラクトに興味を持っており、それを付け狙う。迷宮館には自身のダミーを仕掛けるなど、戦略においては長けている。また、カエル師のように人をベースにして花を作る残忍な趣味も存在する。その正体は撲滅委員会のリーダーであり、デストラクトの力を悪用して世界の創造主になることが目的。四獣聖を撃破したキリエ達に正体を明かして自分に従うように命じる。しかし撲滅委員会に忠誠があった訳ではないキリエ達に命令を一蹴され、対立。迷宮館ではダミーが、劫初の滝では本体が戦闘するも、共に敗れて死亡した。変身後は巨大ロボットのような姿になる。
アニメでもゲーム同様キリエのデストラクトコードを付け狙い、やがてデストラクトコードの正体に気付いてキリエを捕らえようとする。しかし竜の谷でデストラクトコード（その記憶媒体）を奪還する際にリ・アを攻撃したことから、記憶の迷宮内にて彼女に裏切り者扱いされて倒された。その後の消息は不明だが、記憶の迷宮共々砂化して死亡したと思われる。なお、ゲーム版では機械人間をイメージした容姿だったが、アニメでは普通の獣人のような外見になっており、戦闘も配下のカラクリ兵に行わせている。
ネコ師
声 - 高戸靖広 / 松本保典
ネコの獣貴。獣貴では数少ないキリエたちの仲間となる人物。リ・アからはヤマダと呼ばれている。快楽船ジフニールを所有して世界中を旅している。物腰はやわらかいが、無礼なところもあるとんだ食わせ物である。金で何かを解決する性格。モルテが快楽船ジフニールを奪い取りに来たのにもかかわらず、モルテの腕を見込んでキリエとモルテに仕事（おつかい）を頼んだりもする余裕も見せる。だが、リ・アのことを大切に思っており、彼女が挑発してラジフがリ・アを攻撃しようとした際にはラジフに対して純粋な怒りを見せている。以降もよくキリエ達におつかいを頼む。楽しいことが大好き。変身後の姿は不明（設定資料集にも載っていない）。クリエイター打倒後は新世界にて彼らしき猫がリ・アに捕まっている所が描かれている。
アニメでは他の獣貴のように領主となっており、領地に降りかかる不幸を長年土地神を蔑ろにしたためであると考えており、神への生贄として人間の女を捧げようとする。しかし儀式の最中に割って入ったモルテから砂ダコの巣へと突き落とされ、村人が身代わりとして差し出したキリエが男である事に驚き、背後から迫る砂ダコに気付かぬまま食われて死ぬ哀れな役だった。
オオカミ師
声 - 大場真人 / 西凛太朗
オオカミの獣貴でラジフの父親。ラジフを溺愛している。キリエ達に（モルテに）ラジフを殺されて激怒し、キリエ達に襲い掛かるも返り討ちに遭って死亡。変身後は3本の尻尾を持つ、巨大な野生のオオカミのような風貌をしている。
アニメでは第3話にオオカミ師と思わしき獣人、監獄長が登場した。金に目が無い強欲な性格をしており、脱獄したキリエ達を人質のシン諸共射殺して捕らえようとするが、（モルテが投げつけた）トッピーに敗れた。その後、引き渡し予定の世界撲滅委員会をみすみす取り逃した失態に腹を立てたリ・アにギャグ風味にお仕置きされる。
サメ師
声 - 堀之紀
砂海を根城にするサメの獣貴。世界の平和には興味がなく獣貴十二師の盟主という野望を持っている。ワシ師と似たような武闘派ではあるが、ワシ師とは対立している。その理由は、ワシ師が自身より弱いのに偉そうにしているかららしい。空中監獄にて黄金の獅子と世界撲滅委員会との会談を開いた。キリエの世界を滅ぼしたくないという考えには驚いていた。最後に互いに和解して世界を平和にしようとするが、キリエのデストラクトの暴走により、カルナと共に砂化して死亡。変身後の姿は体が4本足の獣のような姿だが、設定資料集のみ設定画が存在し、本編には登場しない。
ワシ師
声 - 中尾みち雄
鷲の獣貴。世界救済委員会の総司令官。力で人間を支配することですむと考えているため、ナジャに反旗された。その後、城砦都市メクトにて多数の部下を率いてキリエ達と戦うが、キリエとモルテによる連携プレイにより敗れ死亡する。変身後は鷲の魔人のような姿で、羽をつかって攻撃をする。
アニメではワニ師と手を組み、キリエのデストラクトコードを付け狙う。モルテとトッピーを捕らえ、デストラクトの情報を聞き出そうとするも、駆けつけたキリエに圧倒され、必死の抵抗も虚しく彼のデストラクトの力により砂化してあっけなく死亡した。
ヘビ師
声 - 辻桃子
ヘビの獣貴。幻影宮を支配している。獣人だが人間の女性が蛇のコスプレをしたような姿をしている。自分以外の、美しい・強い・カッコイイものを許さない嫉妬深い性格。モルテを操ってキリエ達を殺害しようとするも返り討ちにあって捨て台詞を吐きながらモルテに呪いをかけて息絶える。変身後は下半身が巨大な大蛇になっており、体の色は濁っている。
フクロウ師
声 - 堀井真吾
フクロウの獣貴で獣貴中では最年長。獣貴のリーダー的存在。相手の最も辛い記憶を見せる記憶の闇を使ってキリエ達を苦しめるが、それを破られ、キリエ達を倒そうとするも敗北し死亡した。変身後は巨大化して紫色の翼腕をもっている。
クマ師
声 - 寺本勲
クマの獣貴。キリエの住んでいたバルニ周辺を治めていた獣貴。獣貴の中では穏やかな性格であり、孤児であったキリエの面倒も見ていたので彼から慕われている。人と獣人の間に差別意識が存在しないバルニのような村や差別意識を持たないキリエのような人は希少な存在とされている。領主館ゼツカにて暴走したキリエによって砂と化し死亡。変身後の姿は多くの鎧をつけチャクラムのような武器を持った重騎士の姿だが、サメ師同様設定資料集にしか載っておらず、本編には登場しなかった。
?師
獣貴。既にモルテに殺害されているため詳細は不明。

### 四獣聖
世界を司る大いなる存在。それぞれ四大元素（火、土、風、水）を世界のどこからか供給していると言われている。
蒼水王
声 - 銀河万丈
蒼の都ヴィトーの蒼の塔の四聖獣。巨大な竜のような姿をしており、水中を移動するのが得意。属性は水。キリエ達に敗れ卵に還った。蒼水王が倒されたことで、他の四獣聖たちがキリエ達と対立するきっかけとなる。
緋陽王
声 - 野田圭一
光の街ライゼの光の塔の四聖獣。ライオンのような姿をしている。属性は火。キリエの故郷バルニで老人に化けてキリエの世話をしており、デストラクトの力でバルニと共に砂化したと思われていたが、空中監獄が滅びた後にキリエの前に現れて本来の姿を見せる。その後光の塔でキリエの蘇生に協力し、モルテの「Acta Est Fabula」の言葉により蘇ったキリエに自分の力を与えて消滅した。それ以降キリエは緋陽王の力で戦う事になる。オープニングムービーではキリエと戦っているが、実際に作中で対立する事はない。
黄陸王
声 - 矢田耕司
城砦都市メクトの大地の塔の四聖獣。大地の塔と同じくらいの身長で、戦うのが腕部、腹部、顔部に分かれている（顔部が本体）。属性は土。キリエ達に敗れ、キリエの力を認めながら卵に還った。
翠空王
声 - 中友子
竜の谷オーゲンの風の塔の四聖獣。属性は風。四獣聖の紅一点で、四聖獣の中では唯一人の形をしている。仮面をつけており、翼が生えて露出度の高い服装をしている。四獣聖の中で唯一世界撲滅に反対しており、キリエに歯向かうも、キリエ達に敗れて卵に還った。

### 世界関係
クリエイター
声 - 藤田淑子
本作のラストボス。世界の創造主であり管理者で、キリエの母親のような存在。世界を滅ぼすためにキリエを生み出した。キリエが生まれる前からそのキリエ自身と「何があっても世界を滅ぼす」という約束をしている。世界を撲滅することをキリエに強制するが断られ、キリエはモルテと新しい世界を創る約束を守るためにクリエイターと闘った。そしてキリエに敗れ、Vixi Fortuna Morior Nihilという言葉（ラテン語で「生きる事は光栄、死ぬ事は無益」）を残して消滅した。モルテ曰く「古い神様」。
アニメ版には直接は登場しないが、世界の存亡の選択を人間と獣人に委ねる為にデストラクトコード（キリエ）を生み出したとされる。

### 黄金の獅子関係者
カルナ
声 - 石川英郎 / 與真司郎（AAA）
獣人に対抗するためのレジスタンス・黄金の獅子のリーダー。右目に眼帯をしている。完全に獣人のことを信用していないため、メオーヌ慈善病院でゾウ師たちに対して人間を使って人体実験をしていると思い込んでおり、ゾウ師のことを信用するアガンさえも裏切り者扱いする。後にサメ師が世界を平和にするための会談に参加し、キリエの世界を滅ぼしたくないという考えに参加した。撲滅委員会を世界の抑止力にしようと話し合うが、直後暴走したキリエのデストラクトによりサメ師と共に砂化して死亡した。
アニメでは回想にのみ登場。黄金の獅子のリーダーではなく構成員ということになっている。レーヴェが持っていたというデストラクトコードを探しており、彼の姉であるモルテにその手掛かりを求めていた。デストラクトコードを物だと思っていた為、モルテが黒い球体をデストラクトコードだと思い込む切っ掛けとなった。
レーヴェ
声 - 野島裕史
アニメ版のみ登場。モルテの弟。獣人に支配されている世界を救うために黄金の獅子に入ろうとした。黄金の獅子として闘って戦死している。その際にデストラクトコード（キリエ）を見つけている。

### ニセ世界撲滅委員会
アニメ版第7話に登場。キリエ達の偽者の三人組。「獣人と人間が共に暮らせる理想郷」を求めて旅をしているが、各地で撲滅委員会を名乗って食い逃げなどの悪さもしている。後にトッピーの説教で改心して3人で宿の跡継ぎをした。戦後は輸送業も営み、キリエらの暮らす村へと陸路から物資を搬入している。
ヤマト
声 - 藤原啓治
かなり毛深い中年男性。美女が好きで、ウェイトレスにナンパした。世界撲滅委員会のキリエの名前を騙った。しかしキリエ一行とのごたごたの最中、本当の悪党だった宿屋の主人夫妻に襲われて他の仲間共々窮地に立たされ、後にトッピーの説教により仲間たちと共に改心。
ナデシコ
声 - 伊藤千晃（AAA）
ヤマトの仲間でモルテの名前を騙った。女性とは思えないほど力が強く、ヤマトを投げ飛ばした。抑揚のない喋り方で感情表現が希薄だが、実際はかなり嫉妬深い性格らしい。ヤマト、クマゴロー同様トッピーにより改心して宿の跡継ぎをした。
クマゴロー
声 - 阪口大助
クマの獣人で大柄だが気が弱い。ヤマトの仲間でトッピーの名前を騙った。何かやらかしたらすぐに頭を下げる性格で、トッピーが彼等を宿の跡継ぎと言う条件付きで許す切っ掛けになり、後にヤマトとナデシコと共に改心した。

### その他のキャラクター
マッフィー
声 - 冬馬由美
トッピーの恋人。トッピーと同じチビクマ族の獣人だが、かなり図体が大きい。かつてトッピーと共に行動したチビクマ族の妹で、彼の死の際にトッピーに任せた獣人でもある。いつもトッピーの家で留守番をしているはずだが、なぜかトッピーの必殺技・「いくぜ仔猫ちゃん」で召還して戦っている(キリエ等も訊ねているが、返答は無い)。
アニメではマッフィーらしきチビクマ族がトッピーにナンパされて振るところがある。なお、体格はトッピーと同じくらいだった。
ヤッピー
声 - 池田秀一
アニメ版第5話に登場。チビクマ族で、体が黒くトッピーとは逆の目に眼帯をしていて語尾に「 - ベア」とつける。トッピーの幼馴染。過去に獣人を殺して勇者ギルドを追放された後鳥の獣人（声 - 飛田展男）に拾われ、人さらいや泥棒をしていた。汚れ仕事に手を染めるほど堕ちた自分とは対照的に、未だ勇者を続けるトッピーに嫉妬して彼等を嵌めるが、そのトッピーに敗れて改心し、村で暮らしている。
カイン
声 - 渡辺明乃
アニメ版第1話に登場。村の子供。トッピーにネコ師の生贄にされようとしているリナンを助けるようにお願いした。その後、救われたリナンと再会を果たした。
リナン
声 - 中川亜紀子
アニメ版第1話に登場。カインの姉。ネコ師の生贄にされかけた少女だったが、キリエ達に救われた。その後はカインとも再会して平和に暮らしている。
ウィノ
声 - 笹本優子
アニメ版第2話に登場。借金をつんで捕まっている父親を探しに一人で快楽船ジフニールのギャンブル場に入ってきた獣人の少女。見かけによらず運動神経はよい。モルテの黒い球体をスって、それと引き換えに父親を取り戻そうとしていた。しかし最終的に黒い球体は取り戻され、モルテから砂クジラの缶詰を渡され、それを売った金を元手にして父を取り戻す大金を自分の力で稼ぐように諭される。戦後は父親も見つかったようで、平和に暮らしている。
シン
声 - 豊永利行
アニメ版第3話に登場。鉱山にある監獄の見張り番だが、監獄に捕らえられている人間には優しく接している。また、女性には弱い一面を持っている。アヤに逃げ道を教え、キリエ達共々逃がしその後自身も見張り番をやめた。戦後はアヤと共に暮らしている。
アヤ
声 - 豊口めぐみ
アニメ版第3話に登場。冤罪により監獄に捕らえられている人間の女性。シン以外の看守の獣人たちからは酷い扱いを受けていた。そのところをモルテに助けてもらった。その後、シンに逃げ道を教えてもらい、キリエ達3人と共に脱獄する。戦後はシンと共に暮らしている。
ジェード
声 - 加瀬康之
アニメ版第4話に登場。春の大陸にある桜の木の下で恋人と会う約束をしている青年。呪いの桜の噂を村に流した張本人ではあるが、それは桜の木を獣人たちの伐採から守るための嘘である。小さな村で平和に暮らしていたが獣人に襲われて恋人と「逃げきれたら桜の木の下で会う」という約束をして逃走した。だが、その正体は霊体であり、死してもなお恋人と会うことを望んでいた。また、キリエ達が村を出る途中にジェードの恋人らしき老婆とすれ違っている。
リガレッド
声 - てらそままさき
アニメ版第6話に登場。メオーヌ慈善病院で働いている男。ゾウ師のことを尊敬していたのだが、それは偽りであり本性は砂漠の殺戮王だった時代のゾウ師に殺された妻と子供のための復讐としてゾウ師を殺害することが目的だった。後にキリエや子供たちの説得によりゾウ師とも和解して、戦後はゾウ師や子供たちと共に暮らしている。
アン
声 - 福圓美里
アニメ版第6話に登場。人間と獣人の戦争で親を亡くした子供。ゾウ師の計らいでメオーヌ慈善病院で暮らしている。
ペル
声 - 成田紗矢香
アニメ版第6話に登場。人間と獣人の戦争で親を亡くした子供。ゾウ師の計らいでメオーヌ慈善病院で暮らしている。
セス
声 - 小林希唯
アニメ版第6話に登場。人間と獣人の戦争で親を亡くした子供。ゾウ師の計らいでメオーヌ慈善病院で暮らしている。
エオル
声 - 野島健児
アニメ版第9話に登場。孤児として育った獣人の青年。歴史学者だった父親の残した図書館で一人暮らしをしている。父親と姉は獣人と人間の戦争に巻き込まれて死亡している。姉は大学で絵を描く勉強をしていたが、まだエオルはキリエとモルテが来るまでは一度も彼女のアトリエに入ったことがなかった。キリエの説得でアトリエにはじめて入った際、姉が自身のためを想って描いた絵に涙した。戦後はヤッピーたちと共に暮らしている。外見はモルテの弟のレーヴェと似ている。
28号
声 - 山口勝平
アニメ版第10話に登場。機会兵団のカラクリロボ。トッピーが獣人だったためトッピーに従う。トッピーを助けて爆散したと思われていたが、カラクリロボの規定により一命を取り留めていた。トッピーから「自分の生きたいように生きろ」と命令され、平和に暮らしている模様。

## 用語

### 重要用語
デストラクト
世界によって創られた世界を滅ぼす存在。「Acta est fabula」の呪文を唱えるとデストラクトとしての力を発動することが出来る。だが、キリエが消滅するまでは緋陽王の言葉により暴走しかねなかった。
獣人（じゅうじん）
動物のような姿をした人間。獣人と人間には大きな能力差もあるため、それは社会格差にも関係している。
獣貴十二師（じゅうきじゅうにし）
獣人の一族の長。
世界撲滅委員会（せかいぼくめついいんかい）
世界の滅亡をたくらむ謎の組織。メンバーの一人一人はリーダーが誰なのかを知らなかったが、実は獣貴十二師のワニ師がリーダー。
アニメではワニ師は救済委員会に所属しているため、リーダーは不明。名称も救済委員会に付けられた物となっている。
世界救済委員会（せかいきゅうさいいいんかい）
世界撲滅委員会による世界の撲滅を阻止するために獣貴によって作られた組織で、総司令官はワシ師。ナジャ（アニメではリ・アも）は世界救済委員会の一員だった。ワシ師の戦死後も独自に活動を続ける部隊が存在し、大地の塔にて戦う事となる。
黄金の獅子（おうごんのしし）
獣貴を打倒して人間を解放するという目的を持つゲリラ組織。彼らにとって世界撲滅委員会を獣貴たちの目をそらすのに好都合だと考えているものの、世界撲滅には反対している。リーダーはカルナ。デストラクトを暴走させたキリエによってカルナが死亡し、黄金の獅子は壊滅。残党は信念も誇りも失うほど切羽詰まり、組織再興のために蒼の塔の財宝の回収を目論んでいたが、同じく財宝を回収していたモルテに八つ当たり気味に殲滅された。
アニメではカルナは黄金の獅子のリーダーではなく構成員の一人にすぎなかったため、アニメ版におけるリーダーは不明。

### 地名
四大陸
世界にある4つの大陸。春の大陸スフィールは温暖な気候で花が咲き乱れる水の豊富な大陸。夏の大陸アルビヨンは強い日差しと生い茂る木々に覆われている大陸。秋の大陸タナーは広大な穀倉地帯と紅葉の森林が広がる大陸。冬の大陸カラギスは全てを雪に覆われた一面白銀の大陸。

#### 春の大陸
蒼の都ヴィトー
春の大陸にある大きな都。水上公園や四聖獣のいた蒼の塔がある。かつてはブタ師が治めて（支配して）いた都でもあった。
百花庭園
「ここにない植物はない」と言われる世界最大の庭園。3本の青いバラの栽培に成功しているのだが、ほとんどはカエル師が人間の肉と血で作った花である。
近境の村バルニ
かつてキリエが暮らしていた村。差別が存在せず、豊かでとても平和な村だったがキリエのデストラクトの暴走により滅びてしまう。

#### 夏の大陸
港町アギ
夏の大陸にある商業が多く営まれている町。
死者の沼
毒の沼などがある危険な沼。キリエ達はネコ師のおつかいでこの沼にきたことがある。
メオーヌ慈善病院
ゾウ師が院長をつとめていた病院。獣人にも人間にも平等で市民にとってはとても素晴らしいところである。ゾウ師の死後も病院は存在するが、子供達や市民からは行方不明だと思われている（死んだことを知っている市民もいる）。
アニメではゾウ師は生存しているため、ゾウ師や子供達はここで平和に暮らしている。
光の街ライゼ
木上にたっている街。つり橋の先には光の塔へとつながる神殿がある。光が灯る街であったが、緋陽王の死後は光の灯らない街となってしまった。

#### 秋の大陸
学園都市ガロア
秋の大陸にある学園都市。魔道院と呼ばれる図書館がある（アニメ版ではエオルの父親が歴史学者として残した図書館）。また、ワニ師の研究所の所在地でもある。
アニメではメオーヌ慈善病院同様、人と獣人が共存している平和な街となっている。
城砦都市メクト
ワシ師率いる世界救済委員会のアジトがある都市。上級居住宅にある山の上には四聖獣のいた大地の塔がある。

#### クロックタウン
アニメ版のみ登場。ワニ師の治めている街。町の機械化が進んでおり、ワニ師の作成したカラクリと呼ばれる機械人形がそこかしこで活動している。

#### 冬の大陸
竜の谷オーゲン
冬の大陸にある谷。リ・アの故郷。廃墟には竜族の化石が存在する。奥には四聖獣のいた風の塔がある（翠空王がいた時といない時では塔内の感じは大きく変わっている）。

##### 記憶の迷宮
アニメ版のみ登場。迷い込んだ者の過去の記憶から様々な幻影を作成し、死ぬまで内部に閉じ込める作用を持つ洞窟。

#### その他
キャラバン バチタフ
砂族が暮らす砂海上の町。アガンの故郷でもある。
空中監獄
オオカミ師が監獄長をしていた監獄。各大陸から遠く離れた位置に存在する島を改造されて作られている。多くの人間が獣人に歯向かった罪や無実の罪で捕らえられている。キリエのデストラクトの暴走により滅んだため、監獄にいた人間達も死亡したと思われる。

## スタッフ
- キャラクタークリエイト - 内海裕晶、加藤正人、かどつかさ、田中久仁彦、藤坂公彦
- モンスタークリエイト - 新貝鉄也、長澤真、安住政敏、内海裕晶
- メカニックデザイン - 武半慎吾
- ビジュアルボードクリエイト - 草薙、相崎勝美、匡吉、田中久仁彦、宗正弘臣
- コンポーザー - 光田康典
- シナリオデザイン - 加藤正人
- ゲーム開発 - イメージエポック

## 主題歌
オープニングテーマ「Crash」
作詞 - Goro Matsui / 作曲 - Kazuhiro Hara / Rap詞 - 日高光啓 / 歌 - AAA

## テレビアニメ
「ワールド・デストラクション〜世界撲滅の六人〜」のタイトルで2008年の7月7日から9月29日までテレビ東京系列で放送。全13話。また、ゲーム版とは異なる設定があり、リ・ア、ナジャ等の声優が異なっている。

### スタッフ（アニメ）
- 原作・企画 - セガ
- 監督 - 多田俊介
- シリーズ構成 - 横谷昌宏
- キャラクターデザイン - 松本圭太
- プロップデザイン - 秋山一則
- 美術監督 - 野村正信
- 美術デザイン - 藤瀬智康
- 色彩設計 - 津守裕子
- 撮影監督 - 桑原賢司、金光俊
- 編集 - 植松淳一
- 音楽 - 池頼広
- 音響監督 - 中嶋聡彦
- 音響スーパーバイザー - 三間雅文
- プロデューサー - 服部豊和、上田晃
- アニメーションプロデューサー - 黒木るい
- 制作 - Production I.G
- 製作 - WD製作委員会（セガ、ジェネオンエンタテインメント）

### 主題歌（アニメ）
オープニングテーマ「ZERØ」
作詞 - 宝野アリカ / 作曲 - 田中直 / ラップ詞 - 日高光啓 / 編曲 - 草間敬 / 歌 - AAA
エンディングテーマ「風の記憶 〜to the end of the world〜」
作詞 - 美咲ひいろ / 作曲 - 松隈ケンタ / 編曲 - 小山晃平 / 歌 - Aimmy

### 各話リスト
| 話数 | サブタイトル                    | 脚本     | 絵コンテ          | 演出            | 作画監督          |
| ---- | ------------------------------- | -------- | ----------------- | --------------- | ----------------- |
| 1    | 勇者には二通りある              | 横谷昌宏 | 多田俊介 横山貴志 | 多田俊介        | 松本圭太          |
| 2    | 世界には二通りある              | 横谷昌宏 | 山田勝久          | 蔵本穂高        | 松浦仁美          |
| 3    | 獣人には二通りある              | 梅原英司 | 石川健介          | 石川健介        | 石川健介          |
| 4    | 人間には二通りある              | 横谷昌宏 | 寺岡巌            | 織田美浩        | 窪敏              |
| 5    | 漢には二通りある                | 梅原英司 | 坂上一郎          | 鈴木健太郎      | 鍋田香代子        |
| 6    | 夏には二通りある                | 横谷昌宏 | 布施木一喜        | 松澤健一        | 田畑昭            |
| 7    | 仲間には二通りある              | 梅原英司 | 赤坂三十郎        | 宇井良和        | 冨永拓生 秋山一則 |
| 8    | 運び屋には二通りある            | 横谷昌宏 | 山田勝久          | 織田美浩        | 松浦仁美          |
| 9    | 秋には二通りある                | 梅原英司 | 入江真紀          | 筑紫大介        | 窪田康高          |
| 10   | カラクリロボには108の原則がある | 横谷昌宏 | 山田勝久          | 松澤健一        | 澤田譲治          |
| 11   | 力には二通りある                | 梅原英司 | 笹木信作          | 湖山禎崇        | 海谷敏久          |
| 12   | 過去には二通りある              | 横谷昌宏 | 布施木一喜        | 織田美浩        | 松浦仁美 松岡秀明 |
| 13   | 未来には二通りある              | 横谷昌宏 | 赤坂三十郎        | 安川勝 多田俊介 | 窪田康高 松本圭太 |

### 放送局
| 放送地域       | 放送局         | 放送期間                | 放送日時                                      |
| -------------- | -------------- | ----------------------- | --------------------------------------------- |
| 関東広域圏     | テレビ東京     | 2008年7月7日 - 9月29日  | 月曜 25時30分 - 26時00分                      |
| 大阪府         | テレビ大阪     | 2008年7月8日 - 9月30日  | 火曜 25時30分 - 26時00分                      |
| 北海道         | テレビ北海道   | 2008年7月9日 - 10月1日  | 水曜 25時50分 - 26時20分                      |
| 愛知県         | テレビ愛知     | 2008年7月9日 - 10月1日  | 水曜 25時58分 - 26時28分                      |
| 岡山県・香川県 | テレビせとうち | 2008年7月10日 - 10月2日 | 木曜 25時28分 - 26時58分                      |
| 福岡県         | TVQ九州放送    | 2008年7月12日 - 10月4日 | 土曜 26時10分 - 26時40分                      |
| 日本全域       | AT-X           | 2008年7月12日 - 10月4日 | 土曜 10時30分 - 11時00分 （リピート放送あり） |

### 映像特典
DVD各巻に収録の映像特典。各キャラクターが撮影舞台裏風に解説する内容。
サブタイトル
1. 俺の舞台裏
2. リ・ア's ダイアリー
3. Narcissist Voice

| テレビ東京 月曜25:30枠                 | テレビ東京 月曜25:30枠                                                   | テレビ東京 月曜25:30枠                     |
| 前番組                                 | 番組名                                                                   | 次番組                                     |
| -------------------------------------- | ------------------------------------------------------------------------ | ------------------------------------------ |
| うぇぶたま3 （2008年4月7日 - 6月30日） | ワールド・デストラクション 〜世界撲滅の六人〜 （2008年7月7日 - 9月29日） | 週刊 美肌一族 （2008年10月6日 - 12月22日） |

## インターネットラジオ
『ワールド・デストラクション 〜世界放送委員会〜』
- 配信サイト：アニメイトTV
- 配信期間：2008年7月3日 - 10月30日（全18回）
- パーソナリティ：古谷徹、小林ゆう

### コーナー
ワールド・デストラクション特別勉強会
プロデューサーの下里陽一が登場し、ゲームの最新情報などを送る。
お悩み撲滅委員会
リスナーのお悩みを、パーソナリティの二人が「お悩み撲滅委員会」の委員長、副委員長として解決し、『お悩み撲滅標語』を作る。
委員会・支部報告
リスナーを全国各地の委員会支部の所属メンバーとして、各自の活動を報告する、ふつおたのコーナー。世界撲滅委員会・救済委員会などの所属はリスナーが選べる。
思い出救済委員会
やり直したい過去や恥ずかしい思い出、自分では常識・普通だと思っていたことが実は違っていた、などの思い出を紹介し、小林が演じるリ・アとなって活を入れて救済するコーナー。

### ゲスト
- 第9回：伊藤千晃・與真司郎（AAA）
- 第13回：坂本真綾
- 第15回：宮野真守
- 第18回：小野大輔